# سمیرا سیاح
سمیرا سیاح (زاده آذر ۱۳۵۳ - تهران) بازیگر تلویزیون و سینما اهل ایران است.

## فیلم‌شناسی

### سینمایی
| عنوان فیلم    | نقش  | کارگردان      | سال تولید |
| ------------- | ---- | ------------- | --------- |
| بالاتر از خطر | مریم | سعید عالم‌زاده | ۱۳۷۵      |
| کارد و پنیر   |      | محمود معظمی   | ۱۳۸۸      |

### فیلم تلویزیونی
| عنوان فیلم        | نقش  | کارگردان         | سال تولید |
| ----------------- | ---- | ---------------- | --------- |
| بازگشت            | فروغ | علی غفاری        | ۱۳۸۷      |
| دو قدم تا بهشت    | سارا | عبدالرضا فیروزان | ۱۳۸۹      |
| بوی خاک، عطر گلاب |      | فلورا سام        | ۱۳۸۹      |
| انتظار            |      | فلورا سام        | ۱۳۹۰      |

### مجموعه تلویزیونی
| عنوان فیلم                | نقش       | کارگردان          | سال تولید |
| ------------------------- | --------- | ----------------- | --------- |
| مهر خوبان                 |           | یوسف سیدمهدوی     | ۱۳۷۴      |
| فراق                      |           | مسعود رشیدی       | ۱۳۷۵      |
| جدال با سرنوشت            | مینا      | مسعود رشیدی       | ۱۳۷۶      |
| راز یک خزان               |           | فرامرز باصری      | ۱۳۷۷      |
| کاشانه                    |           | قاسم جعفری        | ۱۳۷۸      |
| یکی بود، یکی نبود         |           | جواد ارشاد        | ۱۳۷۸      |
| کژدم ۳۳                   |           | مهدی شمسایی       | ۱۳۷۸      |
| داستان یک شهر             |           | اصغر فرهادی       | ۱۳۷۸      |
| همسفر                     | مریم      | قاسم جعفری        | ۱۳۷۹      |
| چه کسی به سرهنگ شلیک کرد؟ |           | جواد اردکانی      | ۱۳۸۴      |
| گلریزان                   |           | مسعود رشیدی       | ۱۳۸۵      |
| سلام                      |           | محمدرضا فرزین     | ۱۳۸۵      |
| کارآگاه علوی ۲            | همسر صدری | حسن هدایت         | ۱۳۸۶      |
| قاب‌های خالی               | مارال     | مرتضی احمدی هرندی | ۱۳۸۶      |
| ازازیل                    |           | حسن فتحی          | ۱۴۰۳      |